# Maison Moreau
La maison Moreau est un immeuble situé dans le centre historique de la commune d'Aubel, au nord de la province de Liège en Belgique. L'immeuble est classé depuis 1984.

## Localisation
Cette maison d'habitation se trouve au centre d'Aubel, au no 9 de la place Antoine Ernst. Cette place compte deux autres immeubles classés aux nos 16 (ancien hôtel du Nord) et 29 (maison À l'Empereur).

## Historique
La maison a été construite dans le style Louis XIV aux alentours de 1700. Le second étage a été rehaussé vers 1750.

## Description
Cet immeuble symétrique à double corps est bâti en brique. Le soubassement est réalisé en grès. Les joints sont de couleur rose. Les encadrements des baies et des deux soupiraux ainsi que les pilastres à refends aux extrémités de la façade sont en pierre calcaire. La façade compte cinq travées et trois niveaux (deux étages). Les baies du rez-de-chaussée sont plus hautes que celles des étages. Toutes les baies y compris les soupiraux sont surmontées d'un linteau bombé à clé de voûte passante trapézoïdale . 
La porte d'entrée est surmontée d'une baie d'imposte constituée de vitraux teintés ou transparents placés en losanges ou en triangles. Le seuil de la porte d'entrée en marbre rose de Baelen présente des bords avec différentes courbures.